# La Cool Attitude
La Cool Attitude est le septième épisode de la vingt-quatrième saison et le 515e épisode de la série Simpson. Il est diffusé pour la première fois sur la chaîne américaine Fox le 9 décembre 2012.

## Synopsis
Homer veut se donner une image plus jeune, plus cool. Il commence à fréquenter un vendeur de beignets fraîchement arrivé de Portland, Terrence (Fred Armisen) et Emily (Carrie Brownstein) sa femme, - et qui deviennent ses nouveaux voisins - et commence à s'inspirer de leur comportement. Mais Marge désapprouve leur façon d'élever leurs enfants et Bart se rend vite compte que leur fils, T-Rex (Patton Oswalt), est super-prétentieux. La ville de Springfield tout entière devient cool, avant de redevenir ringarde comme auparavant…